# Équipe cycliste GT Krush Rebellease
L'équipe cycliste GT Krush Rebellease est une équipe cycliste féminine basée aux Pays-Bas, devenue professionnelle en 2019 et disparue en 2024.

## Historique
L'équipe cesse ses activités à la fin de la saison 2024

## Classements UCI
Ce tableau présente les places de l'équipe au classement de l'Union cycliste internationale en fin de saison, ainsi que la meilleure cycliste au classement individuel de chaque saison.
| Année | Classement par équipes | Meilleure coureuse au classement individuel |
| 2019  | 36e                    | Natalie van Gogh (165e)                     |
| 2020  | 48e                    | Clara Lundmark (259e)                       |
| 2021  | 39e                    | Nathalie Eklund (222e)                      |

Le tableau ci-dessous présente les classements de l'équipe sur l'UCI World Tour féminin, ainsi que sa meilleure coureuse au classement individuel.
| Année | Classement par équipes | Meilleure coureuse au classement individuel |
| 2019  | 36e                    | Henrietta Colborne (195e)                   |
| 2020  | -                      | -                                           |
| 2021  | 33e                    | Henrietta Colborne (175e)                   |

## GT Krush Tunap en 2022

### Effectif
| Effectif 2022          | Effectif 2022     | Effectif 2022 | Effectif 2022                                    |
| Cycliste               | Date de naissance | Pays          | Équipe précédente                                |
| ---------------------- | ----------------- | ------------- | ------------------------------------------------ |
| Marissa Baks           | 5 décembre 1998   | Pays-Bas      |                                                  |
| Sanne Bouwmeester      | 26 janvier 1996   | Pays-Bas      | Team Drenthe (2018)                              |
| Henrietta Colborne     | 20 avril 1998     | Royaume-Uni   | Bizkaia-Durango (2018)                           |
| Femke de Vries         | 16 avril 1994     | Pays-Bas      | Loving potatoes-de Jonge Renner (2021)           |
| Anne Dijkstra          | 1 mars 1989       | Pays-Bas      | Team Drenthe (2018)                              |
| Daniek Hengeveld       | 17 novembre 2002  | Pays-Bas      |                                                  |
| Melanie Klement        | 3 mai 1994        | Pays-Bas      | Adelaar Ladies (2017)                            |
| Clara Lundmark         | 4 avril 1999      | Suède         | Team Rytger powered by Cykeltøj-Online.dk (2019) |
| Carola van de Wetering | 22 avril 2003     | Pays-Bas      |                                                  |
| Melissa van Neck       | 13 octobre 1991   | Tchéquie      | Bepink (2020)                                    |
| Petra Welmers          | 25 mars 2002      | Pays-Bas      |                                                  |
|                        |                   |               |                                                  |
| Source : UCI           |                   |               |                                                  |

### Victoires

#### Sur route
| Victoires | Victoires | Victoires | Victoires | Victoires | Victoires |
| Date      | Course    | Pays      | Classe    | Vainqueur |           |
| --------- | --------- | --------- | --------- | --------- | --------- |

### Classement UCI
| Classement UCI | Classement UCI     | Classement UCI | Classement UCI |
| Coureuse       | Coureuse           | Pays           | Points         |
| -------------- | ------------------ | -------------- | -------------- |
| 202e           | Clara Lundmark     | Suède          | 147 pts        |
| 584e           | Henrietta Colborne | Royaume-Uni    | 36 pts         |
| 825e           | Anne Dijkstra      | Pays-Bas       | 17 pts         |
| 827e           | Femke de Vries     | Pays-Bas       | 16 pts         |
| 898e           | Daniek Hengeveld   | Pays-Bas       | 14 pts         |
| 1155e          | Marissa Baks       | Pays-Bas       | 3 pts          |